# Major League Soccer de 2007
Major League Soccer (MLS) ou em português: Campeonato Estadunidense de Futebol.

## Conferência leste
| Pos | Equipe                 | P  | J  | V  | E  | D  | GP | GC | Saldo |
| --- | ---------------------- | -- | -- | -- | -- | -- | -- | -- | ----- |
| 1   | DC United              | 55 | 30 | 16 | 7  | 7  | 56 | 34 | +22   |
| 2   | New England Revolution | 50 | 30 | 14 | 8  | 8  | 51 | 43 | +8    |
| 3   | New York Red Bulls     | 43 | 30 | 12 | 7  | 11 | 47 | 45 | +2    |
| 4   | Chicago Fire           | 40 | 30 | 10 | 10 | 10 | 31 | 36 | -5    |
| 5   | Kansas City Wizards    | 40 | 30 | 11 | 7  | 12 | 45 | 45 | 0     |
| 6   | Columbus Crew          | 37 | 30 | 9  | 10 | 11 | 39 | 44 | -5    |
| 7   | Toronto FC             | 25 | 30 | 6  | 7  | 17 | 25 | 49 | -24   |

### Playoffs
- DC United 4-4 Kansas City Wizards 22/06
- Chicago Fire 0-1 New York Red Bulls 22/06
- Columbus Crew 3-2 Toronto FC 23/06

- DC United 2-6 New York Red Bulls 26/06
- New England Revolution 2-4 Chicago Fire 27/06
- Toronto FC 1-1 Kansas City Wizards 27/06

## Conferência oeste
| Pos | Equipe             | P  | J  | V  | E | D  | GP | GC | Saldo |
| --- | ------------------ | -- | -- | -- | - | -- | -- | -- | ----- |
| 1   | Chivas USA         | 53 | 30 | 15 | 8 | 7  | 46 | 28 | +18   |
| 2   | Houston Dynamo     | 52 | 30 | 15 | 7 | 8  | 43 | 23 | +20   |
| 3   | FC Dallas          | 44 | 30 | 13 | 5 | 12 | 37 | 44 | -7    |
| 4   | Colorado Rapids    | 35 | 30 | 9  | 8 | 13 | 29 | 34 | -5    |
| 5   | Los Angeles Galaxy | 34 | 30 | 9  | 7 | 14 | 38 | 48 | -10   |
| 6   | Real Salt Lake     | 27 | 30 | 6  | 9 | 15 | 31 | 45 | -14   |

### Playoffs
- FC Dallas 5-3 Houston Dynamo 24/06
- Colorado Rapids 7-4 Chivas USA 24/06
- Los Angeles Galaxy 4-4 Real Salt Lake 24/06

- Colorado Rapids 5-3 FC Dallas 26/06
- Los Angeles Galaxy 2-2 Houston Dynamo 27/06
- Real Salt Lake 0-0 Chivas USA 28/06

### Final
Houston Dynamo 2-1 New England Revolution - RFK Stadion, Washington, D.C.
| MLS 2007                           |
| ---------------------------------- |
| Houston Dynamo Campeão (2º título) |